# 11-я Гонконгская кинопремия
11-я церемония Гонконгской кинопремии, на которой были отмечены лучшие фильмы 1991 года, состоялась 5 апреля 1992 года в Гонконгской академии исполнительских искусств, Гонконг. Во время церемонии вручались награды в 15 категориях.

## Статистика
| Фильм                                  | номинации | победы |
| -------------------------------------- | --------- | ------ |
| • Однажды в Китае                      | 8         | 4      |
| • Ли Рок                               | 8         | 1      |
| • Быть первым                          | 7         | 2      |
| • Пока мы не встретимся вновь          | 6         | 0      |
| • Спаситель души                       | 5         | 2      |
| • Эта штука под названием любовь       | 5         | 1      |
| • Рождённый вором                      | 4         | 0      |
| • Сопротивление в школе                | 4         | 0      |
| • Танцы с драконом                     | 3         | 1      |
| • Алан и Эрик: Между «привет» и «пока» | 3         | 1      |
| • Китайская история призраков 3        | 3         | 0      |
| • Мечты о славе: История боксёра       | 2         | 0      |
| • Похороните меня повыше               | 2         | 0      |
| • Сёстры всех стран, объединяйтесь!    | 2         | 0      |
| • Чёрная кошка                         | 1         | 1      |
| • Двойные наручники                    | 1         | 1      |
| • Её крутые методы 2                   | 1         | 0      |
| • Жиголо и шлюха                       | 1         | 0      |
| • Тигры                                | 1         | 0      |
| • Фруктовый пунш                       | 1         | 0      |
| • Доспехи Бога 2: Операция Кондор      | 1         | 0      |
| • Тюремное пекло 2                     | 1         | 0      |
| • Моменты любви                        | 1         | 0      |
| • Налётчики на казино 2                | 1         | 0      |

## Список номинантов и лауреатов
★ Победители выделены отдельным цветом. 
| Номинация                         | Лауреаты и номинанты                                                                                                  | Лауреаты и номинанты                                                                               | Лауреаты и номинанты                                                                               |
| --------------------------------- | --- | -------------------------------------------------------------------------------------------------- | -------------------------------------------------------------------------------------------------- |
| Лучший фильм                      | | ★ «Быть первым» режиссёр: Мэн Кит Пун                                                              | ★ «Быть первым» режиссёр: Мэн Кит Пун                                                              |
| Лучший фильм                      | • «Ли Рок» режиссёр: Лоуренс Амон                                                                                     | | |
| Лучший фильм                      | • «Эта штука под названием любовь» режиссёр: Ли Чи-Нгай                                                               | | |
| Лучший фильм                      | • «Однажды в Китае» режиссёр: Цуй Харк                                                                                | | |
| Лучший фильм                      | • «Рождённый вором» режиссёр: Джон Ву                                                                                 | | |
| Лучшая режиссёрская работа        | | ★ Цуй Харк за фильм «Однажды в Китае»                                                              | ★ Цуй Харк за фильм «Однажды в Китае»                                                              |
| Лучшая режиссёрская работа        | • Джон Ву за фильм «Рождённый вором»                                                                                  | | |
| Лучшая режиссёрская работа        | • Гордон Чан за фильм «Сопротивление в школе»                                                                         | | |
| Лучшая режиссёрская работа        | • Мэн Кит Пун за фильм «Быть первым»                                                                                  | | |
| Лучшая режиссёрская работа        | • Лоуренс Амон за фильм «Ли Рок»                                                                                      | | |
| Лучшая женская роль               | | ★ Сесилия Ип за фильм «Эта штука под названием любовь»                                             | ★ Сесилия Ип за фильм «Эта штука под названием любовь»                                             |
| Лучшая женская роль               | • Шарла Чён за фильм «Танцы с драконом»                                                                               | | |
| Лучшая женская роль               | • Анита Муй за фильм «Пока мы не встретимся вновь»                                                                    | | |
| Лучшая женская роль               | • Кэрол Чэн за фильм «Её крутые методы 2»                                                                             | | |
| Лучшая женская роль               | • Карина Лау за фильм «Жиголо и шлюха»                                                                                | | |
| Лучшая мужская роль               | | ★ Эрик Цан за фильм «Алан и Эрик: Между «привет» и «пока»»                                         | ★ Эрик Цан за фильм «Алан и Эрик: Между «привет» и «пока»»                                         |
| Лучшая мужская роль               | • Рэй Луи за фильм «Быть первым»                                                                                      | | |
| Лучшая мужская роль               | • Стивен Чоу за фильм «Сопротивление в школе»                                                                         | | |
| Лучшая мужская роль               | • Чоу Юньфат за фильм «Рождённый вором»                                                                               | | |
| Лучшая мужская роль               | • Энди Лау за фильм «Ли Рок»                                                                                          | | |
| Лучшая женская роль второго плана | | ★ Дини Ип за фильм «Танцы с драконом»                                                              | ★ Дини Ип за фильм «Танцы с драконом»                                                              |
| Лучшая женская роль второго плана | • Кэрри Ын за фильм «Пока мы не встретимся вновь»                                                                     | | |
| Лучшая женская роль второго плана | • Чингми Яу за фильм «Ли Рок»                                                                                         | | |
| Лучшая женская роль второго плана | • Сесилия Ип за фильм «Быть первым»                                                                                   | | |
| Лучшая женская роль второго плана | • Розамунд Кван за фильм «Эта штука под названием любовь»                                                             | | |
| Лучшая мужская роль второго плана | ★ Кван Хой-сан за фильм «Ли Рок»                                                                                      | ★ Кван Хой-сан за фильм «Ли Рок»                                                                   | |
| Лучшая мужская роль второго плана | • Ын Мантат за фильм «Сопротивление в школе»                                                                          | | |
| Лучшая мужская роль второго плана | • Аарон Квок за фильм «Спаситель души»                                                                                | | |
| Лучшая мужская роль второго плана | • Джеки Чун за фильм «Однажды в Китае»                                                                                | | |
| Лучшая мужская роль второго плана | • Кент Тонг за фильм «Тигры»                                                                                          | | |
| Лучшая мужская роль второго плана | • Кент Чэн за фильм «Быть первым»                                                                                     | | |
| Лучший сценарий                   | | ★ Стивен Шиу, Джонни Мак за фильм «Быть первым»                                                    | ★ Стивен Шиу, Джонни Мак за фильм «Быть первым»                                                    |
| Лучший сценарий                   | • Ли Чи-Нгай за фильм «Эта штука под названием любовь»                                                                | | |
| Лучший сценарий                   | • Чань Мань-Кён за фильм «Ли Рок»                                                                                     | | |
| Лучший сценарий                   | • Питер Чан, Бэрри Вон, Ли Чи-Нгай за фильм «Алан и Эрик: Между «привет» и «пока»»                                    | | |
| Лучший сценарий                   | • Бэрри Вон, Гордон Чан за фильм «Сопротивление в школе»                                                              | | |
| Лучший новый актёр                | | ★ Джейд Люн за фильм «Чёрная кошка»                                                                | ★ Джейд Люн за фильм «Чёрная кошка»                                                                |
| Лучший новый актёр                | • Джеки Лю за фильм «Мечты о славе: История боксёра»                                                                  | | |
| Лучший новый актёр                | • Так Хин Чан за фильм «Мечты о славе: История боксёра»                                                               | | |
| Лучший новый актёр                | • Санни Сун за фильм «Фруктовый пунш»                                                                                 | | |
| Лучшая операторская работа        | | ★ Питер Пау за фильм «Спаситель души»                                                              | ★ Питер Пау за фильм «Спаситель души»                                                              |
| Лучшая операторская работа        | • Эндрю Лау, Гиго Ли за фильм «Ли Рок»                                                                                | | |
| Лучшая операторская работа        | • Дэвид Чунг, Питер Нгор, Питер Пау, Билл Вон за фильм «Пока мы не встретимся вновь»                                  | | |
| Лучшая операторская работа        | • Питер Пау за фильм «Похороните меня повыше»                                                                         | | |
| Лучшая операторская работа        | • Дэвид Чун, Билл Вон, Артур Вон, Арди Лам, Винго Чань, Уилсон Чань за фильм «Однажды в Китае»                        | | |
| Лучший монтаж                     | ★ Марко Мак за фильм «Однажды в Китае»                                                                                | ★ Марко Мак за фильм «Однажды в Китае»                                                             | |
| Лучший монтаж                     | • Дэвид Ву за фильм «Рождённый вором»                                                                                 | | |
| Лучший монтаж                     | • Марко Мак за фильм «Китайская история призраков 3»                                                                  | | |
| Лучший монтаж                     | • Пун Хун за фильм «Быть первым»                                                                                      | | |
| Лучший монтаж                     | • Пун Хун, Кит-Вай Кай за фильм «Спаситель души»                                                                      | | |
| Лучшая работа художника           | ★ Хай Чунмань за фильм «Спаситель души»                                                                               | ★ Хай Чунмань за фильм «Спаситель души»                                                            | |
| Лучшая работа художника           | • Хай Чунмань за фильм «Однажды в Китае»                                                                              | | |
| Лучшая работа художника           | • Эдди Ма за фильм «Пока мы не встретимся вновь»                                                                      | | |
| Лучшая работа художника           | • Джейсон Мок за фильм «Ли Рок»                                                                                       | | |
| Лучшая работа художника           | • Бен Люк за фильм «Алан и Эрик: Между «привет» и «пока»»                                                             | | |
| Лучшая работа художника           | • Джеймс Леунг, Вилльям Чанг за фильм «Китайская история о призраках 3»                                               | | |
| Лучшая постановка экшена          | ★ Юен Чунг-ян, Юен Шун-и, Лау Кар-винг за фильм «Однажды в Китае»                                                     | ★ Юен Чунг-ян, Юен Шун-и, Лау Кар-винг за фильм «Однажды в Китае»                                  | |
| Лучшая постановка экшена          | • Юэнь Так за фильм «Спаситель души»                                                                                  | | |
| Лучшая постановка экшена          | • Ассоциация каскадеров Джеки Чана за фильм «Доспехи Бога 2: Операция Кондор»                                         | | |
| Лучшая постановка экшена          | • Лам Мун Вау за фильм «Тюремное пекло 2»                                                                             | | |
| Лучшая постановка экшена          | • Чэн Сяодун, Юен Бун, Ма Юк Синг, Чен Ю Синг за фильм «Китайская история призраков 3»                                | | |
| Лучшая музыка                     | ★ Джеймс Вон за фильм «Однажды в Китае»                                                                               | ★ Джеймс Вон за фильм «Однажды в Китае»                                                            | |
| Лучшая музыка                     | • Юджин Пао за фильм «Эта штука под названием любовь»                                                                 | | |
| Лучшая музыка                     | • Кен Шима, Цунг-Шенг Ли за фильм «Сёстры всех стран, объединяйтесь!»                                                 | | |
| Лучшая музыка                     | • Терри Чан, Энтони Лун за фильм «Пока мы не встретимся вновь»                                                        | | |
| Лучшая музыка                     | • Крис Бабида за фильм «Похороните меня повыше»                                                                       | | |
| Лучшая музыка                     | • Ромео Диаз, Джеймс Вон за фильм «Моменты любви»                                                                     | | |
| Лучшая песня                      | | ★ Композитор: Ло Та-ю • Текст: Альберт Леунг • Исполнитель: Анита Муй за фильм «Двойные наручники» | ★ Композитор: Ло Та-ю • Текст: Альберт Леунг • Исполнитель: Анита Муй за фильм «Двойные наручники» |
| Лучшая песня                      | • Композитор: Ву Вай Лап • Текст: Люн Мэй Вай • Исполнитель: Энди Лау за фильм «Налётчики на казино 2»                | | |
| Лучшая песня                      | • Композитор: Энтони Лун • Альберт Леунг • Исполнитель: Анита Муй за фильм «Пока мы не встретимся вновь»              | | |
| Лучшая песня                      | • Композитор: Цунг-Шенг Ли • Текст: Лам Чун Кынг • Исполнитель: Салли Йе за фильм «Сёстры всех стран, объединяйтесь!» | | |
| Лучшая песня                      | • Композитор: Лоуэлл Ло • Текст: Леунг Мэй Ва • Исполнитель: Кэлли Квонг за фильм «Танцы с драконом»                  | | |
| Профессиональные достижения       | ★ Ту Хайцин, Барри Вонг                                                                                               | ★ Ту Хайцин, Барри Вонг                                                                            | |